# Andon (Laterne)
Andon (jap. 行灯) ist eine traditionelle japanische Laterne. Die Schriftzeichen bedeuten einzeln gelesen 行 ‚gehen‘ und 灯 ‚Lampe‘, da die ersten Andon getragen wurden. Heute hingegen findet man Andon meist als Standlaternen, seltener an Wänden befestigt. Unterschieden wird die Andon von der Chōchin, einer faltbaren Lampion-ähnlichen Papierlaterne.

## Geschichte
Große Verbreitung erfuhr die Andon während der Edo-Zeit (1603–1868). Das Gerüst bildete ein Rahmen aus Bambus, Holz oder Metall, der mit Washi bespannt wurde um die Flamme so vor Wind zu schützen. Als Leuchtmittel wurden vorwiegend Kerzen verwendet, die auf einem Metallteller im Inneren der Andon platziert wurden. Es gab auch Versionen, bei denen ein Stein- oder Keramikteller mit Öl befüllt und mit einem Docht aus Baumwolle oder ähnlichem ausgestattet wurde. Rapsöl war billiger als Kerzen und das einfache Volk verwendete oft Fischöl, was den Nachteil einer großen Rauch- und Geruchentwicklung mit sich brachte. Während der Aufbau des Gerüstes aus zumeist Holz und Papier über die Jahrhunderte gleich blieb, werden als Leuchtmittel heutzutage fast ausschließlich elektrische Glühlampen verwendet. Die Leuchtkraft der edozeitlichen Andon soll nur etwa ein Fünfzigstel der elektrisch beleuchteten Laternen von heute betragen haben, hört man oft in Japan.

## Arten und Anwendungsgebiete
- Die Stehlaterne (置行灯, okiandon) ist die häufigste Form der Andon. Sie ist meist zwischen 30 und 50 Zentimeter hoch, ihr Grundriss ist quadratisch und am unteren Ende des Lampenkörpers befinden sich vier Füße, auf denen sie steht. Man findet sie heute in vielen traditionell japanischen Hotels (Ryokan) und manchmal in Wohnungen mit japanischem Zimmer (Washitsu).
- Die Hängelaterne (掛行灯, kakeandon) wurde früher an der Außenseite von Gebäuden angebracht und beleuchtete oft den Namen eines Geschäftes, was vor allem dann wichtig war, wenn es in der Nacht geöffnet hatte (so wie manche Restaurants und Izakayas).
- Enshū-Andon (遠州行灯, Enshū andon) sind eine Unterart von okiandon, den Stehlaternen. Der Korpus ist zylinderförmig, wobei das Leuchtmittel nicht völlig umschlossen ist, sondern an einer Seite frei liegt. Über diese Öffnung wird die Flamme entzündet und gelöscht. Laut einer Theorie geht der Name auf den angeblichen Erfinder Kobori Enshū zurück.
- Ariake-Andon (有明行灯, Ariake andon) waren kleine Andon, die über dem Kopfende des Bettes angebracht wurden und deren kleine Flamme die ganze Nacht durchgehend brannte. Der Name leitet sich vom japanischen Wort ariake (有明) Morgendämmerung ab.

## Galerie

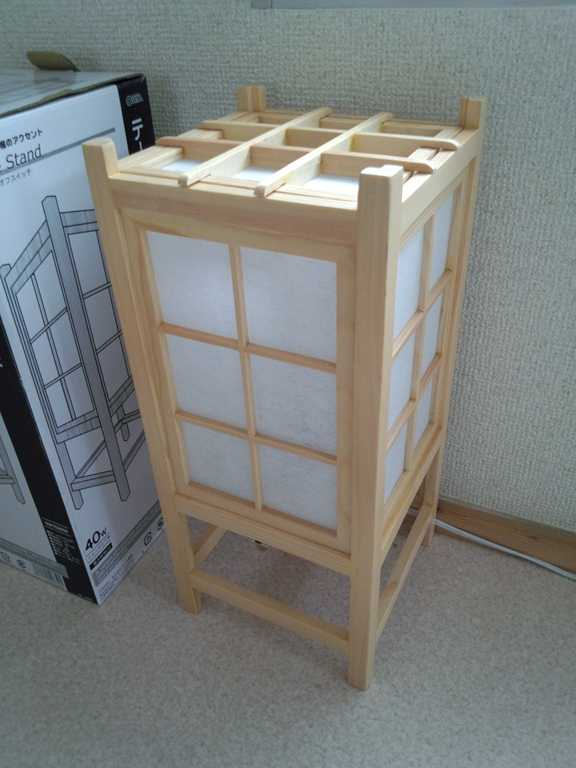
Andon mit Verpackung (links daneben) aus einem Möbelhaus in Kyoto
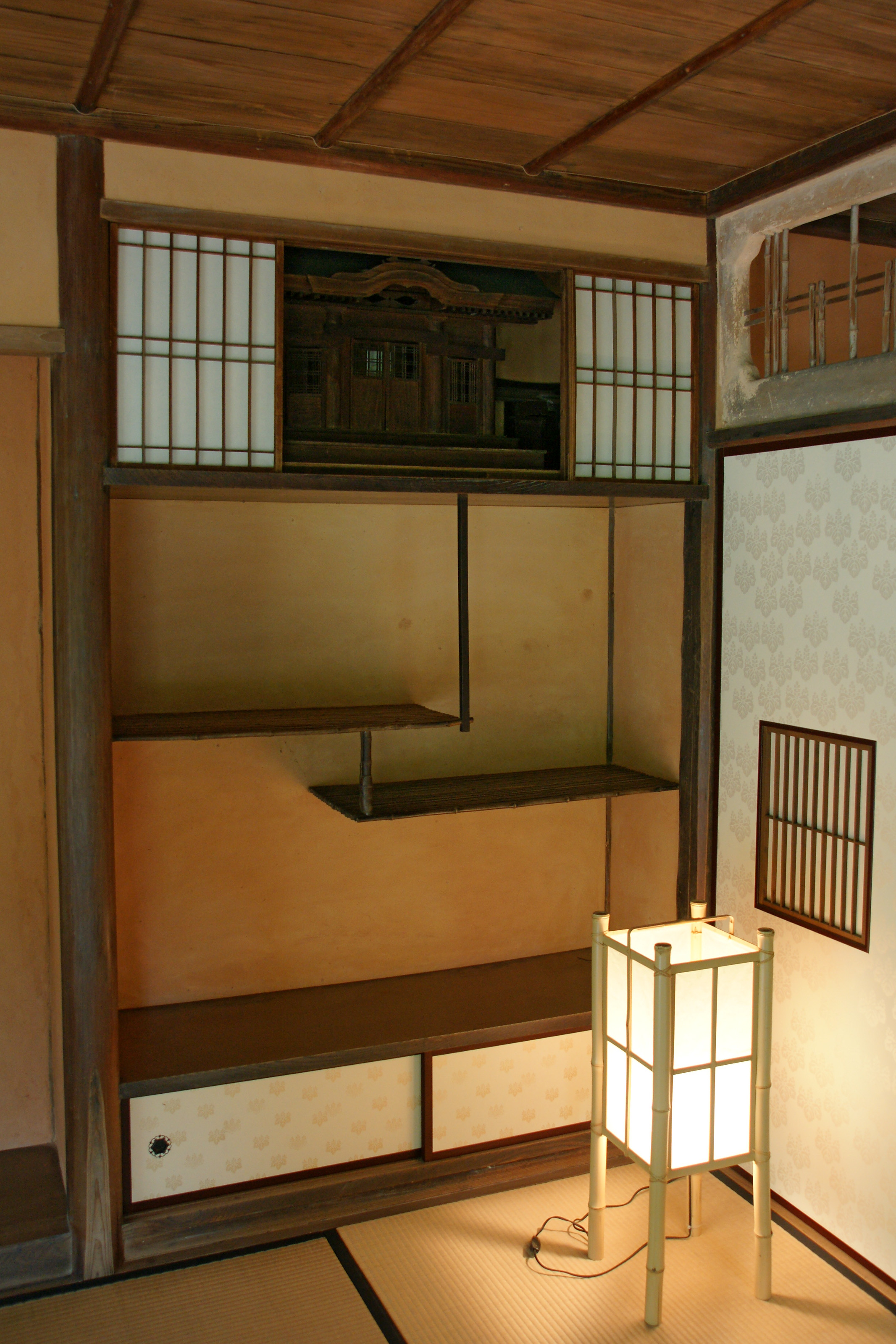
Stehlaterne mit elektrischer Glühbirne in einem Washitsu
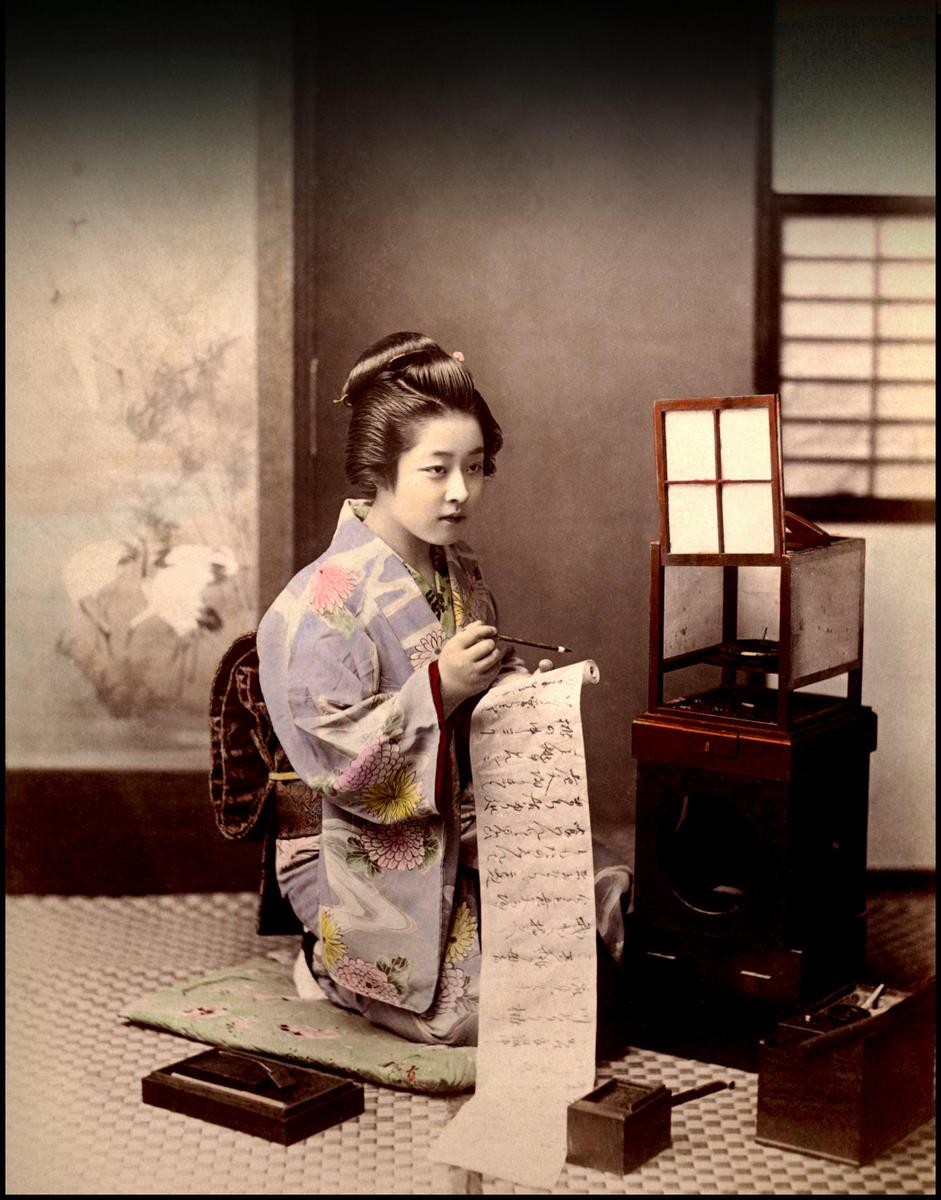
Andon auf einem kolorierten Foto, vor 1933
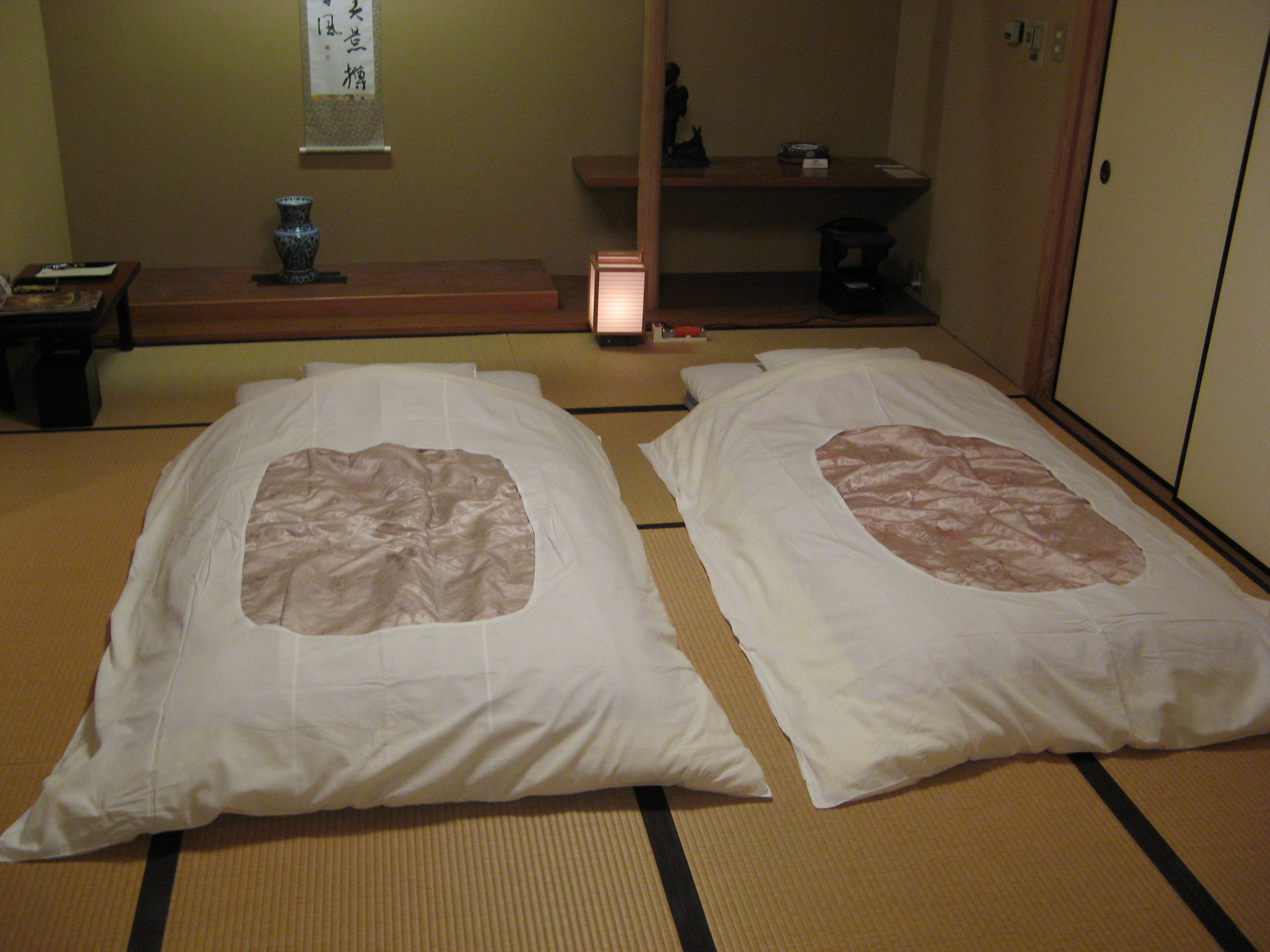
Futons und Andon im Hintergrund in einem Ryokan